# Popis hrvatskih veleposlanika u Sjedinjenim Američkim Državama
Republika Hrvatska i Sjedinjene Američke Države održavaju diplomatske odnose od 11. kolovoza 1992. Sjedište veleposlanstva je u Washingtonu.

## Veleposlanici
Veleposlanstvo Republike Hrvatske u Sjedinjenim Američkim Državama osnovano je odlukom predsjednika Republike od 24. studenoga 1992.
| Veleposlanik             | Postavljenje       | Opoziv              | Sjedište   |
| ------------------------ | ------------------ | ------------------- | ---------- |
| Petar Šarčević           | 14. rujna 1992.    | 10. siječnja 1996.  | Washington |
| Miomir Žužul             | 11. siječnja 1996. | 31. listopada 2000. | Washington |
| Ivan Grdešić             | 6. studenoga 2000. | 14. srpnja 2004.    | Washington |
| Neven Jurica             | 15. srpnja 2004.   | 9. veljače 2008.    | Washington |
| Kolinda Grabar-Kitarović | 19. ožujka 2008.   | 27. srpnja 2011.    | Washington |
| Josip Paro               | 10. travnja 2012.  | 31. kolovoza 2017.  | Washington |
| Pjer Šimunović           | 1. rujna 2017.     |                     | Washington |

## Vanjske poveznice
- Sjedinjene Američke Države na stranici MVEP-a